# جیرولامو ساکری
جووانی جیرولامو ساکری (به ایتالیایی: Giovanni Girolamo Saccheri) (زادهٔ سپتامبر ۱۶۶۷ م. /۱۴ شهریور ۱۰۴۶ ه‍.ش در سان‌رمو، ایتالیا؛ درگذشتهٔ ۲۵ اکتبر ۱۷۳۳م. /۳ آبان ۱۱۱۲ ه‍.ش در میلان، ایتالیا) ریاضی‌دان ایتالیایی بود.
نام کامل او جیرلامو جووانی ساکری بود که به صورت جووانی ساکری نیز نوشته شده‌است.

## زندگی
در بارهٔ زندگی ساکری اطلاعات زیادی در دست‌رس نیست. او از تعلیم و تربیت یسوعی برخوردار شد؛ و در کومو به سلک روحانیان پیوست. در بیست و سه سالگی دورهٔ آموزش خود برای روحانی شدن را تمام کرد و از آن پس تا پایان عمر در دانشگاه به تدریس علم معانی و بیان، فلسفه و الاهیات پرداخت. در سن ۶۶ سالگی در میلان درگذشت.

## مطالعات
ساکری هنگام مطالعه منطق به برهان خلف علاقه‌مند شد و سپس در هنگام آشنایی با اصول اقلیدس سعی کرد اصل پنجم اقلیدس را به روش برهان خلف و با استفاده از حالات مختلف دو زاویه در چهار ضلعی‌ای، که توسط غربیان به چهارضلعی ساکری مشهور است، اصل پنجم اقلیدس را در چارچوب هندسه نتاری یا مطلق ثابت کند. تلاش‌های ساکری بعدها در ابداع هندسه‌های نااقلیدسی پی گرفته شد. فعالیت‌های او ظاهراً برگرفته از خواجه نصیرالدین طوسی و عمر خیام است. به این سبب چهارضلعی خیام، چهارضلعی خیام-ساکری هم نامیده می‌شود.

## آثار
از ساکری دو اثر باقیمانده‌است.
- برهان منطق ۱۶۹۷م. Logical demonstrativa
- اقلیدس مبری از هر خطا ۱۷۳۳م. Euclides ab omni naevo vindicatus (نام این کتاب به صورت «اقیدس عاری از هرگونه تناقض» هم ترجمه شده‌است.")